# Jean Arnavielle
Pour les articles homonymes, voir Arnavielle.
Jean Arnavielle est un artiste peintre, graveur aquafortiste-aquatintiste et illustrateur français né en 1881 à Paris et mort en 1961 dans la même ville. Peintre paysagiste de France et d'Espagne, son œuvre est cependant plus fortement attaché à la ville de Rouen (Seine-Maritime) et au département de la Nièvre.

## Biographie
Jean Arnavielle connaît à Paris, où ses parents sont bijoutiers en gros sur le quai Voltaire, une enfance assez libre de « vagabond du quartier », très tôt assidu des représentations du proche Cirque d'Hiver pour l'être ensuite « de tous les théâtres de Paris dont il restera aussi fidèle spectateur qu'impitoyable critique ».

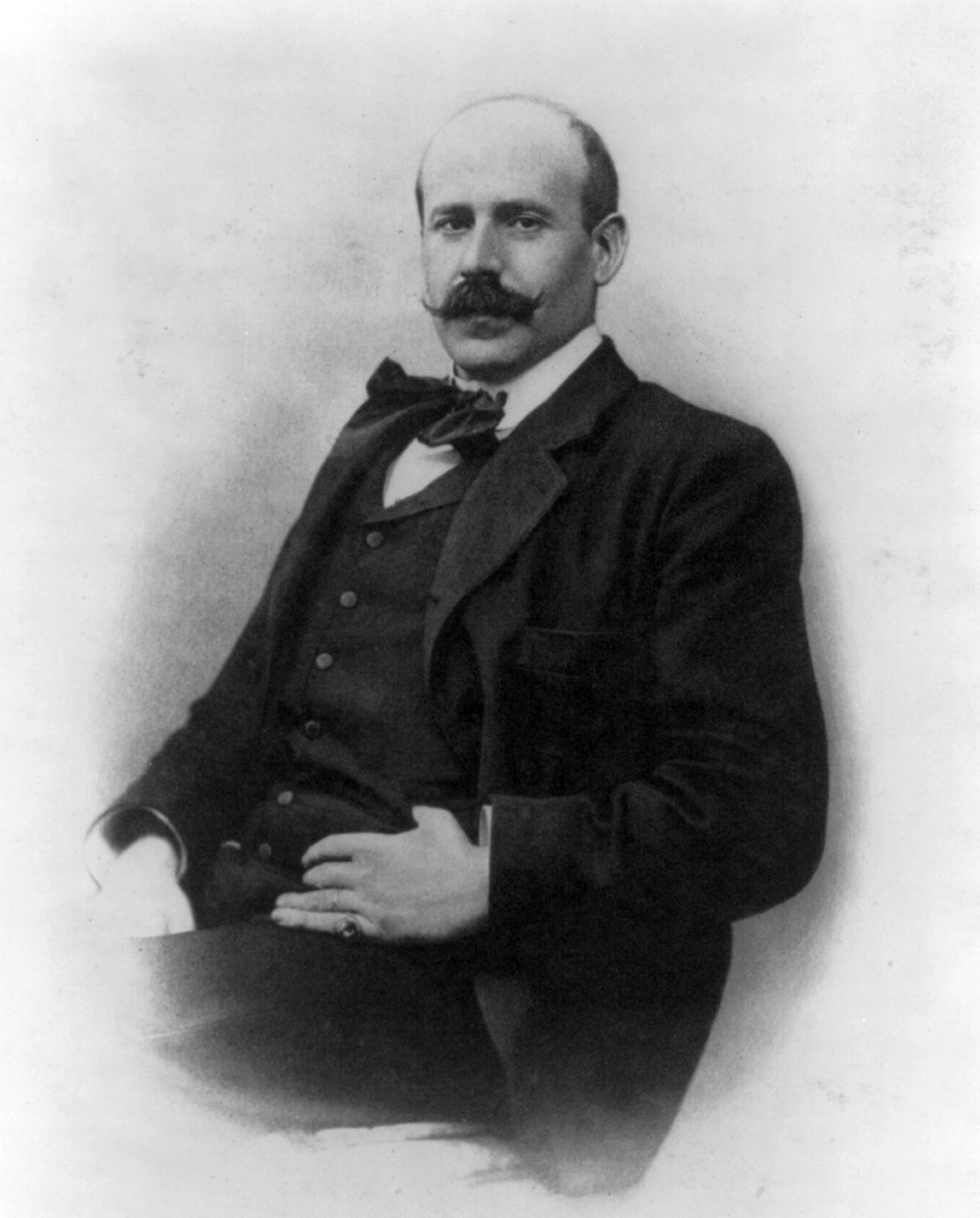
Ignacio Zuloaga.

Après son service militaire accompli au Havre en 1901, il effectue avec un ami un long périple le long de la Seine , y peignant sur le motif et s'attardant notamment à Pont-de-l'Arche, Rouen « où il se dit « pris par l'étrange atmosphère qu'ensuite il ne retrouvera guère qu'en Hollande » », enfin La Bouille dont il rapporte de nombreuses toiles qui constituent son envoi au Salon des indépendants de 1908. Lorsqu'à Paris, en février-mars 1912, il expose à la Galerie Devambez aux côtés d'Ignacio Zuloaga, peintre espagnol alors installé à Ségovie, la Gazette des beaux-arts le loue comme « montrant des paysages fort habiles ». 
Engagé volontaire lors de la Première Guerre mondiale, Jean Arnavielle est affecté au service de santé de la ville de Rouen où il se lie durablement d'amitié avec le violoniste Robert Krettly et le comédien Georges Dorival. Après l'armistice de 1918, il demeure un temps à Rouen où il connaît plusieurs expositions. Regagnant ensuite Paris, il y conservera cependant une résidence et sera dit « Rouennais de cœur ».

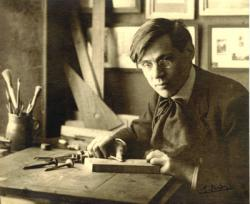
Fernand Chalandre.

Dans des paysages que Gérald Schurr et le Dictionnaire Bénézit s'accordent à voir « composés à la manière de ceux d'Albert Marquet », le premier y remarquant de surcroît que « ses silhouettes dans des parcs sont fort habiles », sa peinture énonce des villégiatures en Île-de-France (Versailles), en Normandie (vues de Rouen et de la vallée de la Seine), en Bretagne (vues de Douarnenez, Le Pardon de Sainte-Anne-la-Palud à Plonévez-Porzay, L'Île-Tudy), dans les Alpes-Maritimes (La baie d'Antibes), en Haute-Loire (Le rocher d'Espaly), en Savoie (Le massif de la Vanoise) et surtout dans la Nièvre (vues de Chevroches, La Charité-sur-Loire, Clamecy et Nevers) où, avec Louis Charlot, il figure parmi les artistes parisiens qu'y attire André Deslignères. À l'instar de ce dernier, parallèlement à la peinture, on le situe au sein de l'école de gravure nivernaise de Fernand Chalandre.

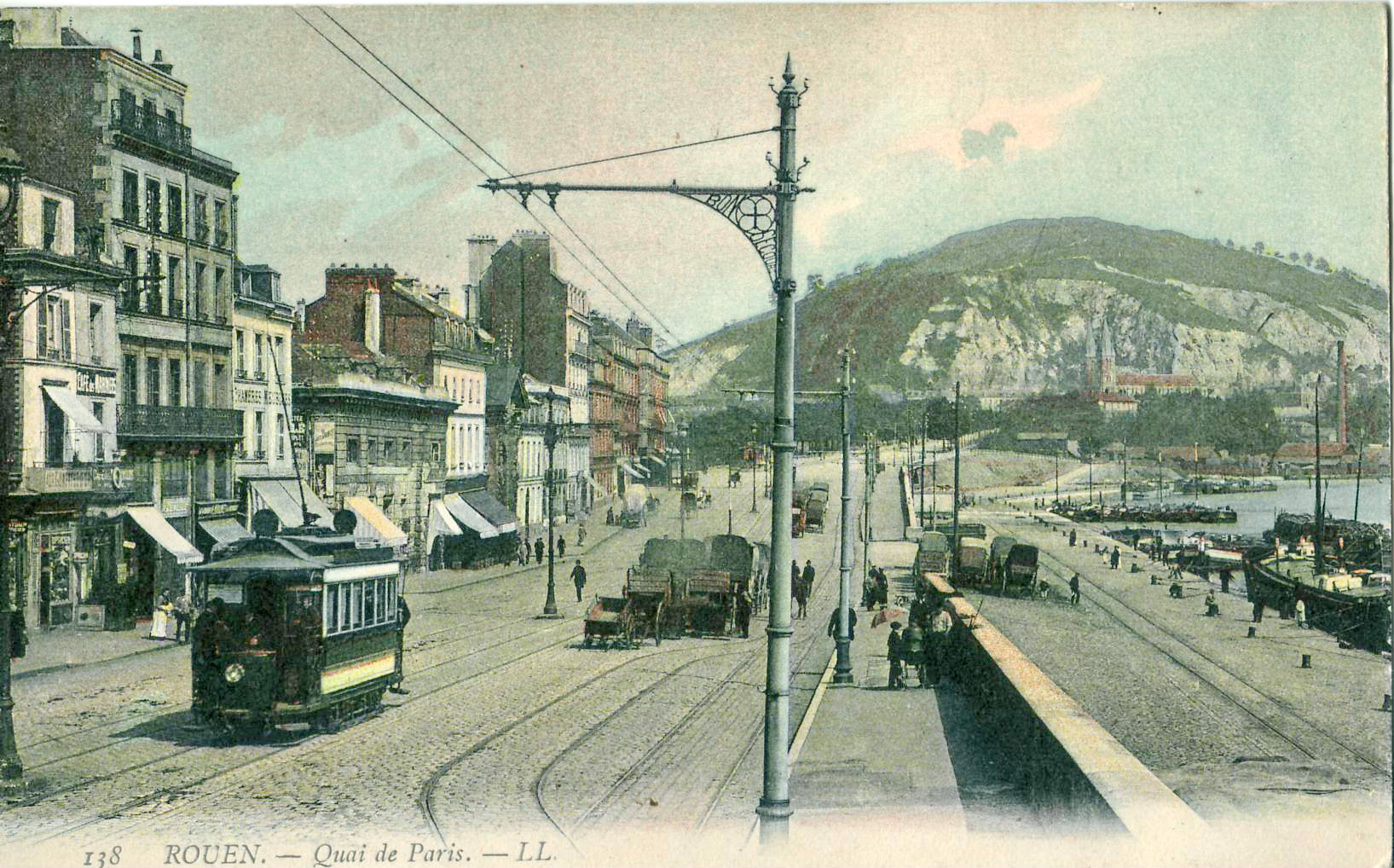
Quai de Paris, Rouen.

Les catalogues du Salon des indépendants de mars-mai 1913 et janvier-février 1920 le disent domicilié au 5, rue Stanislas dans le 6e arrondissement de Paris. Le catalogue de mars-mai 1926 le dit doublement installé à La Ruche, cité d'artistes du 2, passage de Dantzig dans le 15e arrondissement de Paris et au 8, quai de Paris à Rouen. Deux de ces catalogues lui établissent également, par les vues de Tolède et de Ségovie datées de 1914 qui y constituent ses envois, une relation picturale à l'Espagne d'Ignacio Zuloaga,,.

## Contributions bibliophiliques
- Claude Tillier, Mon oncle Benjamin, illustrations hors texte de Jean Arnavielle, 275 exemplaires numérotée, H. Le Saudier éditeur, Paris, 1933.
- Opuscule anonyme identifié comme étant de Louis Mohler (textes), André Deslignères, Jean Arnavielle, Raphaël Diligent et Georges Guyot (dessins érotiques), Oasare illustré de quatre chansons, 150 exemplaires, sans nom d'éditeur, porte en page de titre la mention « À Pot-en-Cul, 1933 »[11].

## Expositions

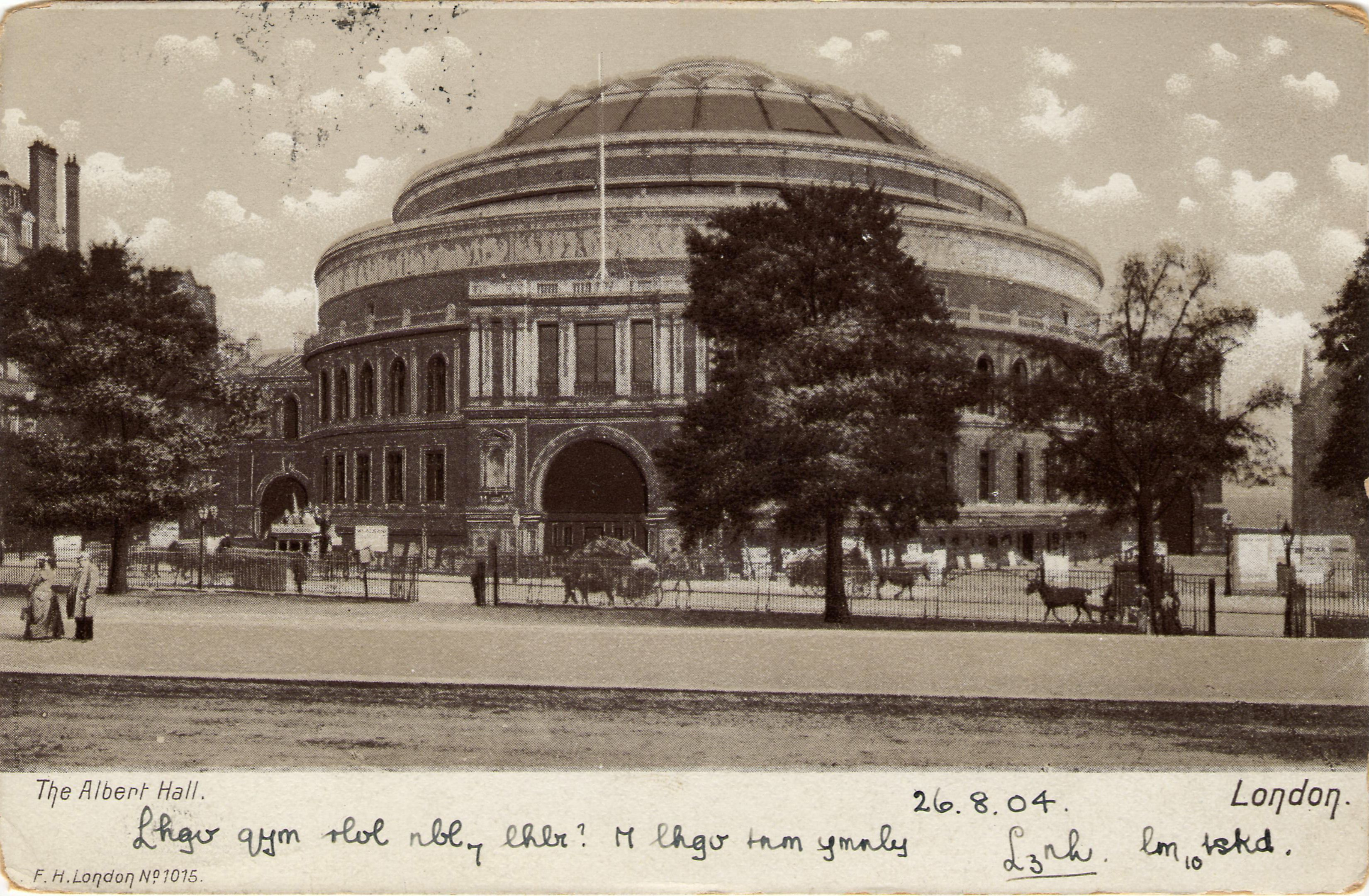
Royal Albert Hall, Londres.

### Expositions collectives
- Salon des indépendants, Paris, à partir de 1907[5].
- London Salon of the Allied Artists' Association, Royal Albert Hall, Londres, 1908, 1909[12].
- Groupe "L'Œuvre libre" - Ignacio Zuloaga, Alexandre Altmann, Jean Arnavielle, Léon-Charles Bauche, William Malherbe, Robert Mortier, Francis Smith, Yvonne Mortier-Smith, Galerie Devambez, Paris, février-mars 1912[3].
- XXVIe Exposition du Groupe d'émulation artistique du Nivernais, hôtel de Vertpré, Nevers, 1936.

### Expositions personnelles
- Galerie Legrip, Rouen, décembre 1917[13].
- Galerie moderne, rue Saint-Romain et chez l'éditeur Henri Defontaine, rue Jeanne-d'Arc, Rouen, 1919-1920[2].
- Jean Arnavielle - Exposición retrospectiva, Galeria internacional de arte, Madrid, mai 1973[14].

## Réception critique
« Une composition souvent bâtie sur des diagonales, des silhouettes esquissées, Jean Arnavielle est, dans ses bons jours, assez proche de Marquet. Ce paysagiste-mariniste n'a certes pas bouleversé l'esthétique contemporaine, mais laisse des scènes de parc et de port à la portée des amateurs qui n'exigent pas d'un tableau d'autres mérites que décoratifs. »

— Gérald Schurr

## Collections publiques
- Orphelinat des Arts, Courbevoie (dépôt du Centre national des arts plastiques), Port-Rhu (Douarnenez), huile sur carton 52x68cm, vers 1914[16].
- Musée de la Faïence et des Beaux-Arts, Nevers, Vue de Clamecy, eau-forte 67x56,5cm, 1932[17].
- Fonds national d'art contemporain, Puteaux, Baie de Douarnenez - Vue de Tréboul, huile sur toile 38x61cm[18].
- Musée des Beaux-Arts de Rouen :
  - Marché à Douarnenez, huile sur toile 60x75cm, vers 1921[19].
  - Le cours La Reine à Rouen, huile sur toile 38x42cm, vers 1929[20].

## Prix et distinctions
- Sociétaire et membre du jury de la Société nationale des beaux-arts[2].
- Grand Prix de gravure de l'Institut de France, décembre 1936[2].